# Mina marina

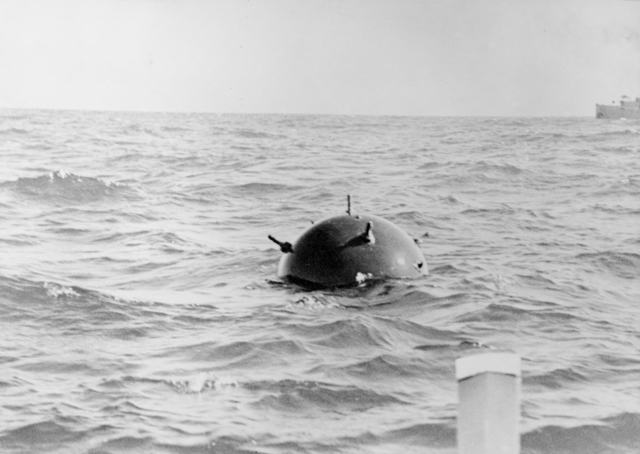
Mina alemanya en aigües australianes. La fotografia es va prendre durant la Segona Guerra Mundial

Una mina marina és un artefacte explosiu destinat a danyar l'enemic, en aquest cas emprat en un entorn aquàtic i que s'activa en passar un vaixell suposadament enemic. És una arma normalment cega, és a dir, que no distingeix entre amics, enemics i neutrals, de manera que el seu ús implica riscos. Se sol utilitzar per dificultar el pas i danyar unitats enemigues per una zona determinada (compartint el mateix principi de funcionament que les mines terrestres).

## Història
El nom prové de les antigues mines de principis de l'edat moderna, que eren galeries subterrànies que es feien sota les fortificacions enemigues, posant al final d'aquests túnels una càrrega explosiva per enderrocar els murs de la fortalesa. Al segle xix, les mines marines eren anomenades torpedes fixes. La primera operació amb èxit es va dur a terme enfonsant l'USS Cairo durant la Guerra de Secessió.

## Tipus i funcionament

Tipus de mines navals: A-massa aquàtica, B-fons marí, SS-submarí. 1-Mina de deriva, 2-Mina de deriva submergida, 3-Mina ancorada, 4-Mina ancorada (cadena curta), 5-Mina de fons marí, 6-Mina torpede/CAPTOR, 7-Mina ascendent.

Existeixen diversos tipus de mines marines, ja que aquestes han evolucionat molt dels seus inicis. Algunes requereixen estar molt properes a un objectiu per explotar, mentre que d'altres compten amb un torpede al seu interior que es dispara contra l'enemic.
El sistema per desencadenar l'explosió pot ser molt variat, des de sistemes manuals o de pressió fins a sistemes electrònics complexos (acústics, magnètics, etc.).